# 48th Street Theatre
Le 48th Street Theatre était un théâtre de Broadway situé au 157 Ouest 48e Rue à Manhattan, New York, aux États-Unis. Il est construit par le producteur William A. Brady, et conçu par l'architecte William Albert Swasey (en). Le lieu a porté différents noms : Equity 48th Street Theatre (1922-1925) et Windsor Theatre (1937-1943).

## Histoire

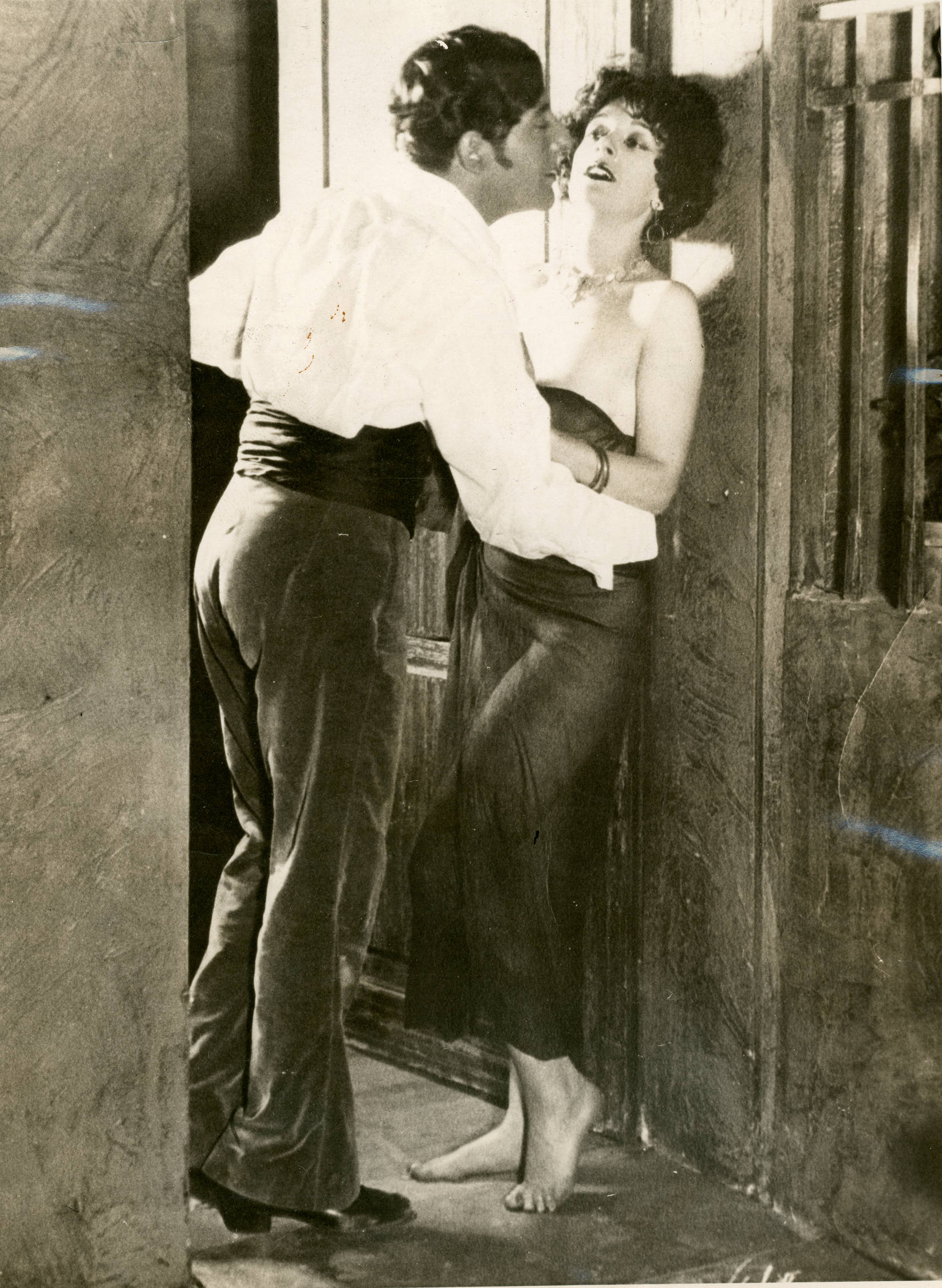
Scène de la pièce de théâtre The Squall au 48th Street Theatre, New York, avec Horace Breham et Suzanne Caubet. Photographie datée du 15 février 1927.

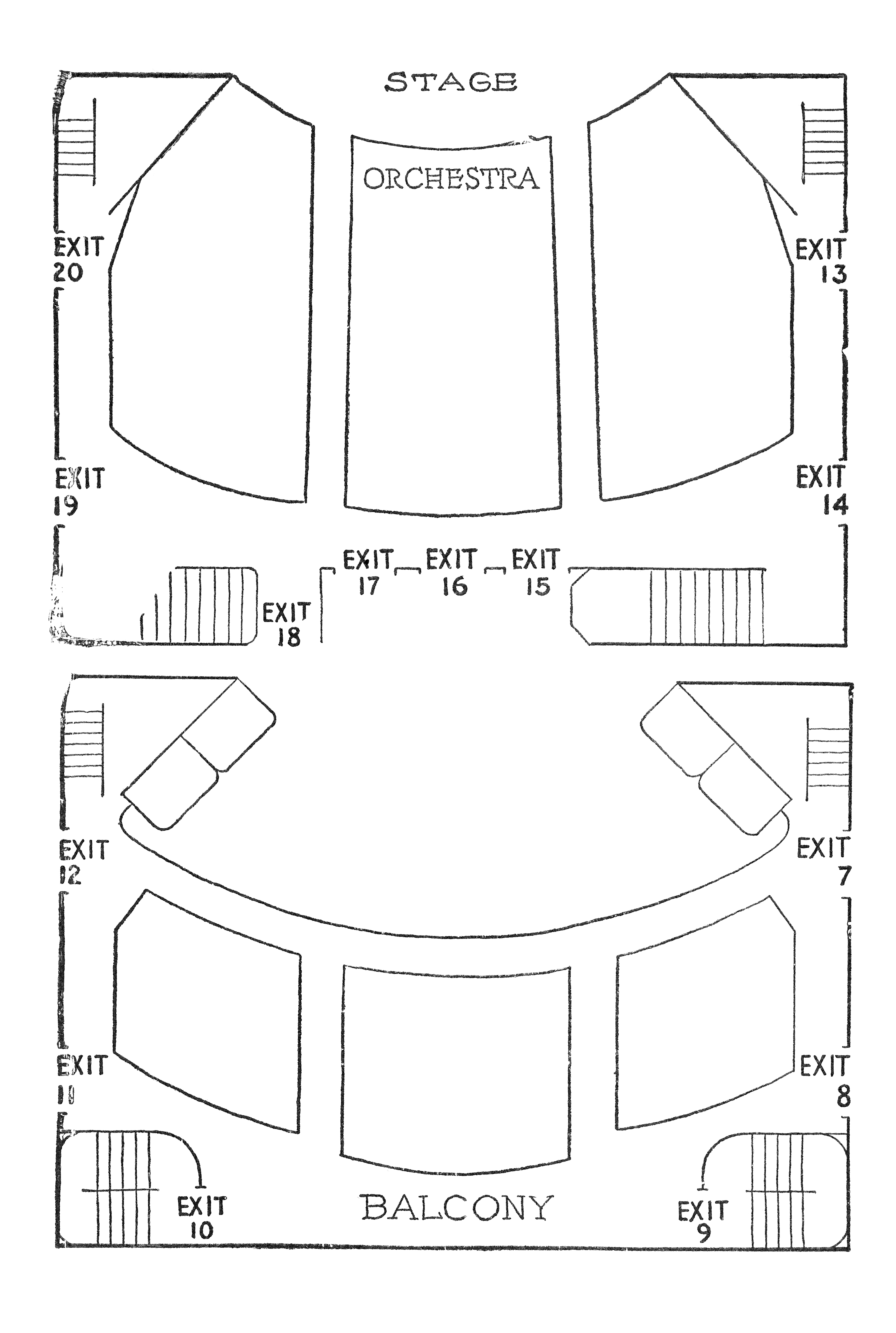
Plan de salle du 48th Street Theatre tiré de l'affiche de The Broken Wing (1920-1921)

Le 48th Street Theatre ouvre ses portes le 12 août 1912 avec la pièce Just Like John de George Broadhurst,. Les premiers succès au théâtre incluent Never Say Die (1912), Today (1913), The Midnight Girl (1914), Just a Woman (1916), The Man Who Stayd at Home (1918), The Storm (1919) et Opportunity (1920) avec Nita Naldi. Le théâtre a été brièvement nommé Equity 48th Street Theatre de la première de Malvaloca le 2 octobre 1922 jusqu'à la première de Spooks le 1er juin 1925. Durant cette période, il connut une reprise réussie du Canard sauvage d'Henrik Ibsen.
Le 18 avril 1926, le théâtre connaît les débuts de Martha Graham, danseuse et chorégraphe indépendante. Elle et trois de ses élèves interprètent 18 courtes pièces accompagnées de musique de compositeurs impressionnistes. Malgré le mauvais temps, la soirée est un succès, que Graham met sur le compte de la « curiosité » des gens venus voir « une femme capable de faire son propre travail »,.
Le 11 novembre 1926, le théâtre présente The Squall de Jean Bart, avec Blanche Yurka, Romney Brent et Dorothy Stickney. Au cours de l'acte final de la représentation du 26 juillet 1927, la scénariste et réalisatrice de cinéma June Mathis, âgée de 38 ans, fait une crise cardiaque auquel elle succombe ensuite.
Les performances théâtrales notables de cette période incluent Puppy Love (1926) avec Spring Byington, The Pagan Lady (1930) avec Lenore Ulric et Unexpected Husband (1931) avec Josephine Hull.
Le théâtre est vendu et rebaptisé Windsor Theatre par le producteur Sam H. Grisman, et enchaîne avec la première de Work Is for Horses le 20 novembre 1937,. Le Windsor, avec le Princess Theatre, est utilisé pour le Labor Stage, un projet du Syndicat international des travailleurs du vêtement féminin, qui produit des pièces de théâtre et organise des conférences et des réunions. La pièce la plus remarquable jouée au Windsor fut peut-être la reprise, le 3 janvier 1938, de la comédie musicale politique controversée de Marc Blitzstein, The Cradle Will Rock, produite par Grisman et mise en scène par Orson Welles.
Le 1er septembre 1943, le théâtre redevient le 48th Street Theatre. La pièce la plus réussie de son histoire est créée le 1er novembre 1944 : Harvey de Mary Chase avec Frank Fay, qui tient 1 775 représentations, remporte le prix Pulitzer du théâtre et est adaptée dans un film de 1950 avec James Stewart,. Un autre succès au théâtre fut Stalag 17 (1951), également adapté en film à succès en 1953.
Le 23 août 1955, un réservoir d'eau sur le toit, destiné à  alimenter le système de gicleurs d'incendie, s'effondre à travers le toit en béton armé et 10 000 gallons d'eau se déversent, causant d'importants dégâts à l'intérieur. En sommeil depuis la fin de Thé et Sympathie en juin, le théâtre est fermé et le bâtiment démoli plus tard dans l'année,.

## Productions notables
- 1916-17 : The Thirteenth Chair[8]
- 1920-1921 : The Broken Wing[9]
- 1922 : The Torch Bearers[10]
- 1938 : The Cradle Will Rock[11]
- 1939-40 :Pins and Needles[12]
- 1942 : Under this Roof
- 1944-49 : Harvey[13],[14]
- 1951-1952 : Stalag 17 [15]
- 1955 : Tea and Sympathy[16]